# Capela do Alto Alegre
Capela do Alto Alegre is een gemeente in de Braziliaanse deelstaat Bahia. De gemeente telt 12.824 inwoners (schatting 2009).

## Aangrenzende gemeenten
De gemeente grenst aan Gavião, Mairi, Nova Fátima, Pé de Serra, Pintadas, São José do Jacuípe en Várzea da Roça.